# 카자흐스탄 국가 올림픽 위원회
카자흐스탄 국가 올림픽 위원회(카자흐어: Қазақстан Республикасы Ұлттық Олимпиадалық комитеті, 러시아어: Национальный олимпийский комитет Республики Казахстан, 영어: National Olympic Committee of the Republic of Kazakhstan)는 카자흐스탄을 대표하는 국가 올림픽 위원회이다. IOC 코드는 KAZ이다. 본부는 아스타나에 있으며 아시아 올림픽 평의회에 소속되어 있다.
1990년에 설립했으며 1993년에 국제 올림픽 위원회의 승인을 받았다. 올림픽, 아시안 게임을 비롯한 국제 스포츠 대회에 참가하는 카자흐스탄의 선수들을 대표한다.

## 같이 보기
- 올림픽 카자흐스탄 선수단